# PtokaX
PtokaX — свободное и открытое кроссплатформенное серверное программное обеспечение для организации файлообменных сетей Direct Connect.

## О проекте
Проект начал Ptaczek в мае 2002 года. Чуть позднее к нему присоединился PPK и стал активно участвовать в разработке, а в 2005, когда интерес к проекту у первоначального разработчика угас, возглавил проект.
PtokaX первым из хабов обзавёлся поддержкой скриптов на языке Lua. Вскоре после этого разработчики открыли форум, на котором администраторы хабов начали обмениваться опытом и публиковать свои скрипты.
Первоначально задумывавшийся как C++-альтернатива написанному на Visual Basic хабу Neo-Modus Direct Connect, сейчас PtokaX управляет сотнями хабов по всему миру и является лидером по числу управляемых им хабов в русскоязычном сегменте сети Интернет, а Linux-версия управляет половиной из десятки крупнейших хабов.

## Отличительные особенности
- Имеет графический интерфейс пользователя (только в версиях под Windows).
- Для хранения настроек хаба использует XML-файлы.
- Широкие возможности использования скриптов на Lua, предоставляет богатый API и возможность подключения расширений для Lua (работа с файловой системой, базами данных, сетью и т.д).
- Работает как под Windows, так и под Linux.
- Поддерживает работу по протоколу IPv6.
- Русифицирован.
- Бесплатен.
- Является проектом с открытыми исходными кодами и распространяется по лицензии GNU GPL v3.